# Miss Polski 2014
Miss Polski 2014 – dwudziesta piąta jubileuszowa gala konkursu Miss Polski, która odbyła się 7 grudnia 2014 roku, po raz pierwszy w Krynicy-Zdroju. W konkursie wzięło udział 25 kandydatek wybranych w eliminacjach regionalnych konkursów Miss Polski. W związku z jubileuszem gali Miss Polski postanowiono zaprosić zwyciężczynie oraz finalistki z lat poprzednich.
Jubileuszową galę poprowadzili prezenterki telewizyjna Paulina Sykut-Jeżyna i Agnieszka Popielewicz oraz prezenterzy Krzysztof Ibisz i pierwszy prowadzący galę w 1990 roku Zygmunt Chajzer. Transmisję przeprowadziła telewizja Polsat. Podczas gali konkursowej wystąpili: Stanisław Karpiel-Bułecka z zespołem Future Folk, Marek Kaliszuk, Tomasz Szczepaniak z zespołu Pectus, Piotr Cugowski.
Miss Polski 2014 została 22-letnia Miss Mazowsza 2014, pochodząca z Ostrołęki – Ewa Mielnicka. Zwyciężczyni oprócz tytułu otrzymała w nagrodę samochód Volkswagen up!.

## Rezultat finałowy
| Rezultat         | Kandydatka                                                                                         |
| Miss Polski 2014 | - Ewa Mielnicka                                                                                    |
| 1. wicemiss      | - Agnieszka Wasilewska                                                                             |
| 2. wicemiss      | - Kamila Wasilewska                                                                                |
| 3. wicemiss      | - Natalia Łukaszewska                                                                              |
| 4. wicemiss      | - Weronika Marzęda                                                                                 |
| Top 10           | - Emilia Chrulenko - Katarzyna Gajewska - Martyna Górak - Sandra Jędruszek - Magdalena Szczepańska |

### Wyróżnienia
| Wyróżnienie                  | Kandydatka         |
| Miss widzów telewizji Polsat | - Weronika Marzęda |
| Miss Wirtualnej Polski       | - Karolina Labuda  |

## Lista kandydatek
25 kandydatek konkursu Miss Polski 2014:
| Nr | Województwo         | Kandydatka            | Wiek | Wzrost | Miejscowość         |
| -- | ------------------- | --------------------- | ---- | ------ | ------------------- |
| 1  | Dolnośląskie        | Emilia Chrulenko      | 22   | 1.80   | Pieńsk              |
| 2  | Mazowieckie         | Urszula Dąbrowska     | 19   | 1.77   | Radom               |
| 3  | Warmińsko-mazurskie | Katarzyna Gajewska    | 22   | 1.75   | Olsztyn             |
| 4  | Podlaskie           | Justyna Galas         | 19   | 1.73   | Czarna Białostocka  |
| 5  | Pomorskie           | Marta Gockowska       | 22   | 1.74   | Tczew               |
| 6  | Mazowieckie         | Martyna Górak         | 19   | 1.76   | Radom               |
| 7  | Śląskie             | Małgorzata Habdas     | 22   | 1.73   | Żywiec              |
| 8  | Śląskie             | Sandra Jędruszek      | 21   | 1.72   | Katowice            |
| 9  | Pomorskie           | Klaudia Kopieniak     | 18   | 1.77   | Przejazdowo         |
| 10 | Łódzkie             | Ilona Krawczyńska     | 22   | 1.75   | Łódź                |
| 11 | Pomorskie           | Weronika Kuczun       | 19   | 1.70   | Ustka               |
| 12 | Pomorskie           | Karolina Labuda       | 24   | 1.70   | Jasień              |
| 13 | Mazowieckie         | Klaudia Lawrenc       | 19   | 1.71   | Radom               |
| 14 | Zachodniopomorskie  | Natalia Łukaszewska   | 19   | 1.76   | Szczecin            |
| 15 | Wielkopolskie       | Weronika Marzęda      | 20   | 1.69   | Ostrów Wielkopolski |
| 16 | Mazowieckie         | Ewa Mielnicka         | 22   | 1.80   | Ostrołęka           |
| 17 | Kujawsko-pomorskie  | Sandra Muzalewska     | 22   | 1.70   | Toruń               |
| 18 | Wielkopolskie       | Maja Nizio            | 21   | 1.73   | Poznań              |
| 19 | Świętokrzyskie      | Amanda Słomińska      | 22   | 1.80   | Staszów             |
| 20 | Lubelskie           | Anna Stebnowska       | 22   | 1.69   | Biała Podlaska      |
| 21 | Śląskie             | Magdalena Szczepańska | 19   | 1.75   | Sosnowiec           |
| 22 | Śląskie             | Karolina Trepka       | 19   | 1.82   | Myszków             |
| 23 | Zachodniopomorskie  | Kamila Wasilewska     | 19   | 1.77   | Szczecin            |
| 24 | Kujawsko-pomorskie  | Agnieszka Wasilewska  | 22   | 1.76   | Toruń               |
| 25 | Lubuskie            | Sandra Wieczorek      | 19   | 1.71   | Cybinka             |

## Jurorzy
- Ewa Wachowicz – Miss Polonia 1992, 3. wicemiss Miss World 1992, jurorka Top Chef
- Paweł Królikowski – aktor
- Krzysztof Gojdź – lekarz i wykładowca American Academy of Aesthetic Medicine
- Rafał Maślak – Mister Polski 2014
- Viola Piekut – projektantka
- Katarzyna Juryk – Prezes Humaneo
- Stanisław Karpiel-Bułecka – wokalista zespołu Future Folk
- Łukasz Jemioł – projektant
- Dorota Czaja-Bilska – aktorka, tancerka
- Robert Czepiel – dyrektor generalny Jubiler Schubert
- Gerhard Parzutka von Lipiński – prezes konkursu Miss Polski
- Lech Daniłowicz – prezes firmy Missland
- Robert Woźniak – dyrektor Szewczyk Auto VW/Audi

## Międzynarodowe konkursy
| Kandydatka           | Konkurs                          | Rezultat    |
| -------------------- | -------------------------------- | ----------- |
| Ewa Mielnicka        | Miss International 2015          | –           |
| Ewa Mielnicka        | Miss Supranational 2016          | Top 10      |
| Agnieszka Wasilewska | Miss Globe 2015                  | Top 15      |
| Weronika Marzęda     | Miss Exclusive of the World 2015 | 3. wicemiss |
| Martyna Górak        | Miss Global Beauty Queen 2015    | –           |
| Ilona Krawczyńska    | Miss Bikini Universe 2015        | –           |